# Rakša
Rakša é um município da Eslováquia, situado no distrito de Turčianske Teplice, na região de Žilina. Tem 11,74 km² de área e sua população em 2018 foi estimada em 221 habitantes.

## Demografia
| Ano:        | 1994 | 2004  | 2014   | 2024   |
| ----------- | ---- | ----- | ------ | ------ |
| Broj ljudi: | 200  | 219   | 222    | 219    |
| Razlika:    |      | +9,5% | +1,36% | -1,35% |

| Ano:               | 2023 | 2024   |
| ------------------ | ---- | ------ |
| Número de pessoas: | 215  | 219    |
| Diferença:         |      | +1,86% |